# Општина Велико Градиште
Општина Велико Градиште је општина у Браничевском округу на североистоку Србије. По подацима из 2004. општина заузима површину од 344 km² (од чега на пољопривредну површину отпада 26.688 ha, а на шумску 3369 ha).
Центар општине је град Велико Градиште и представља административни, привредни и културни центар општине. Општина Велико Градиште се састоји од 26 насеља. Према подацима са последњег пописа 2022. године у општини је живело 15.455 становника (према попису из 2011. било је 17.610 становника). По подацима из 2004. природни прираштај је износио -6,5‰, a број запослених у општини износи 2767 људи. У општини се налази 25 основних и 1 средња школа.
Велико Градиште се на западу граничи са општином Мало Црниће, на југоистоку са општином Кучево, а на истоку са општином Голубац. На северу је Дунавом омеђена од суседне Румуније.

## Насеља
У општини Велико градиште постоји једно градско насеље
- Велико Градиште

и 25 сеоских насеља
- Бискупље
- Гарево
- Десине
- Дољашница
- Ђураково
- Затоње
- Камијево
- Кисиљево
- Кумане
- Курјаче
- Кусиће
- Љубиње
- Мајиловац
- Макце
- Острово
- Печаница
- Пожежено
- Поповац
- Рам
- Сираково
- Средњево
- Тополовник
- Триброде
- Царевац
- Чешљева Бара